# 日本歯科東洋医学会
日本歯科東洋医学会（にほんしかとうよういがっかい、Japan Dental Society of Oriental Medicine;JDSOM）とは、歯科東洋医学を取り扱う専門学術団体の一つである。日本歯科医学会認定分科会。

## 概要
1983年に発足した。2009年9月30日現在、会員数808名。2010年現在、会長は植木稠。

## 総会
- 年1回

## 本部事務局
- 〒170-0003 東京都豊島区駒込1-43-9 駒込TSビル4Ｆ （財）口腔保健協会内

## 支部
- 北海道支部
- 東北支部
- 関東・甲信越支部
- 東海支部
- 関西支部
- 中四国支部
- 九州支部

## 学会誌
- 『日本歯科東洋医学会誌』年2回発刊

## 専門認定
- 歯科医師
  - 日本歯科東洋医学会認定医

## 大会等
| 年     | 月日         | 名称                                 | 会長     | 会場               | テーマ                            | 参加者数 | 備考        |
| ------ | ------------ | ------------------------------------ | -------- | ------------------ | --------------------------------- | -------- | ----------- |
| 2012年 | 10月6日～7日 | 第30回日本歯科東洋医学会記念学術大会 | 竹田照正 | 福岡県歯科医師会館 | 生命への讃歌 ‐先人の叡智を尋ねて‐ |          | [ 3 ] [ 4 ] |

## 加盟団体
- 日本歯科医学会

## 関連事項
- 歯学／歯科
- 東洋医学
- 学会の一覧／研究会
- 松平邦夫